# Synfig Studio
Synfig Studio ist ein quelloffenes 2D-Vektorgrafik- und Animationsprogramm, das von Robert Quattlebaum ursprünglich als proprietäre Software entwickelt wurde. Es sollte das Hauptwerkzeug der von ihm gegründeten Voria Studios werden. Da die Kunden allerdings ausblieben, wurde es nach dem Niedergang der Voria Studios im Jahr 2005 unter die GPL gestellt.
Das Ziel der Entwickler war es, ein Programm zu schreiben, mit dem man spielfilmreife Animationsfilme mit weniger Personalaufwand und Hilfsmitteln erzeugen kann. Das Programm bietet hierzu eine Alternative zum manuellen Tweening, so dass der Animator nicht jedes Einzelbild eines Films zeichnen muss.

## Ein-/Ausgabeformate
Synfig benutzt ein eigenes Dateiformat auf XML-Basis (SIF resp. gepackt als SIFz), das die Vektordaten und Referenzen auf externe Grafiken enthält. Neben verschiedenen Videoformaten, wie zum Beispiel DV, Theora und MPEG, können die Animationen auch als Folge von Einzelbildern, wie zum Beispiel PNG, OpenEXR, BMP oder als animierte Grafik wie MNG und GIF, gespeichert werden.
Mit Hilfe externer Konvertierungsprogramme ist es möglich, SVG-Grafiken und Bilder aus dem Grafikprogramm GIMP mit Ebenen zu übernehmen.